# 吳立亭
吳立亭（?—?），山東省萊州府昌邑縣人，清朝政治人物、同進士出身。
光緒二十四年（1898年），参加光緒戊戌科殿試，登進士三甲102名。同年五月，著交吏部掣签分发各省，以知县即用。